# Medjevas
Medjevas (italijansko Medeazza) je kraško kmetijsko naselje nad Devinom in Štivanom na slovenskem etničnem ozemlju v Občini Devin - Nabrežina. Po podatkih ima 83 prebivalcev.
Vas leži na pobočju Grmade, nekaj sto metrov od meje s Slovenijo.

## Zgodovina
Vas, ki je bila med prvo svetovno vojno na južnem koncu soške fronte, je bila leta 1917 popolnoma uničena. Obnovljena je bila ponovno uničena 16. avgusta 1944, ko so jo uničile nacistične enote kot maščevanje za podporo, ki jo je prebivalstvo nudilo partizanom.

## Gospodarstvo
Gospodarstvo naselja je zelo omejeno: v vasi je le ena sirarna. Vas je znana tudi po številnih osmicah, ki se nahajajo na družinskih kmetijah.
Najbolj priljubljena prireditev je jesenski festival »Konji in vonjave mošta«.

## Znani krajani

### Rojeni v Medjevasi
- Josip Ferfolja, aktivist narodnoosvobodilnega odbora v Nabrežini, partizan, nacisti so ga usmrtili v taborišču pri sv. Soboti;

## Galerija
- Spotikavec
- Spotikavec
- Deželna cesta med Medjevasjo in Štivanom (SR TS 34)